# Dioscorea microura
Dioscorea microura är en enhjärtbladig växtart som beskrevs av Reinhard Gustav Paul Knuth. Dioscorea microura ingår i släktet Dioscorea och familjen Dioscoreaceae. Inga underarter finns listade i Catalogue of Life.